# 恒海
恒海（？年—？年），字月舫，滿洲鑲藍旗人， 繙譯鄉試中式舉人，咸豐二年壬子恩科繙譯會試中式進士，咸豐七年署任霍州知州，捐廉創建劉猛將軍廟。